# Lissonoschema macrocolum
Lissonoschema macrocolum là một loài bọ cánh cứng trong họ Cerambycidae.